# Musophaga
Musophaga là một chi chim trong họ Musophagidae.